# Barril de Alva
Barril de Alva ist ein Ort und eine ehemalige Gemeinde im mittleren Portugal.

## Geschichte
Erstmals offiziell erwähnt wurde der Ort in den Registern des Jahres 1527, wo er als zu Coja gehörige Ortschaft Barril mit zehn Haushalten dokumentiert wurde. 1721 zählte der Ort bereits drei Kirchenkapellen, und der Gemeindepfarrer gab 1727 für Barril 29 Haushalte an.
Die Bevölkerung der Ortschaft wuchs stetig weiter. Am 5. November 1894 gründete sich hier der Musikverein Sociedade Filarmónica Barrilense, der im Juli 1896 bereits 24 aktive Musiker in seinen Reihen zählte. Das weitere Wachstum führte am 25. Juli 1924 zur Abspaltung aus der Gemeinde Vila Cova de Sob-Avô, die danach in Vila Cova de Alva umbenannt wurde. Mit der Gründung der eigenständigen Gemeinde Barril erhielt diese dabei die heutige Bezeichnung.
Mit der Gebietsreform 2013 wurde die Gemeinde Barril de Alva dann wieder aufgelöst und mit Coja zusammengeführt.

## Verwaltung
Barril de Alva war Sitz einer gleichnamigen Gemeinde (Freguesia) im Kreis (Concelho) von Arganil im Distrikt Coimbra. In der Gemeinde lebten 281 Einwohner auf einer Fläche von 3,34 km² (Stand 30. Juni 2011).
Die Gemeinde bestand nur aus dem namensgebenden Ort.
Im Zuge der administrativen Neuordnung zum 29. September 2013 wurde Barril de Alva mit Coja zur neuen Gemeinde União das Freguesias de Côja e Barril de Alva zusammengefasst. Coja wurde Sitz der Gemeinde.